# Steve Urkel
Steve Urkel est un personnage de la série américaine La Vie de famille interprété par Jaleel White,,,.